# Château de Pont-Chevron
Le château de Pont-Chevron est un château français, de style néo-classique, situé à Ouzouer-sur-Trézée, dans le département du Loiret et la région Centre-Val de Loire.

## Géographie
Le château est situé à l'est de Gien et au nord de Briare, sur la rive droite de la Loire, à Ouzouer-sur-Trézée.

## Historique
Le château fut construit par le comte Louis d'Harcourt en 1900. La construction a duré 4 ans et le château a été inauguré en juillet 1900. Il appartient  actuellement à la famille de La Rochefoucauld.
Deux mosaïques gallo-romaines datant du IIe siècle, sans doute vestiges de thermes romains, ont été découvertes en 1962 au bord des marais du château. Ces mosaïques ont fait l'objet d'une étude importante où de nombreux spécialistes se sont interrogés sur l'identité d'un portrait sur l'une des deux mosaïques.
De 1946 à la fin des années 60 le parc fut mis tous les étés à la disposition des Scouts de France qui y organisèrent des camps nationaux d'entraînement ou des camps d'été pour éclaireurs, parfois de grande ampleur.
Le château a ouvert en 1983 un musée consacré à la construction de Pont-Chevron et aux deux mosaïques. Le musée a été partiellement refait en 2008 pour accueillir les grands comme les petits.
Le château est partiellement classé aux Monuments Historiques depuis le 21 mai 1987. Les parties faisant l'objet d'un classement sont les façades et toitures du château, des communs et du pavillon d'entrée ; à l'intérieur du château, le hall d'entrée, la cage d'escalier, la salle à manger au rez-de-chaussée de la rotonde, la cheminée du salon au rez-de-chaussée.
Amélie d'Orléans, reine du Portugal, y a séjourné dans les années 1910, ainsi que Valéry Giscard d'Estaing avant qu'il soit président de la république.

## Description

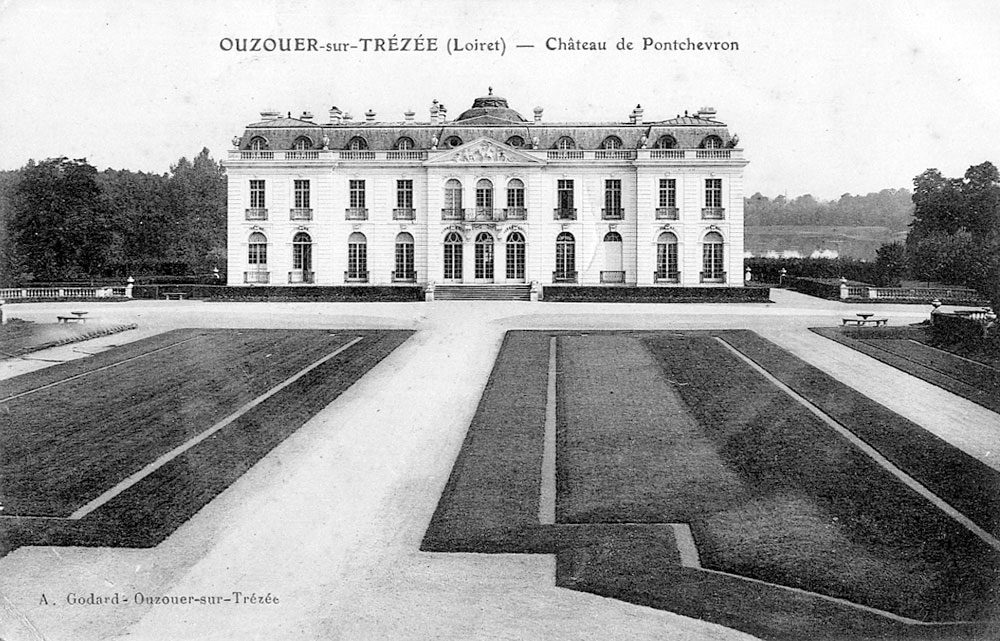
Le château de Pont-Chevron

## Parc et jardins
Le château est agrémenté de jardins à la française, d'un jardin potager, d'une roseraie et d'un étang de 27 hectares. Sur une île de l'étang, les vestiges d'un château fort sont encore visibles.